# Bój pod Bohuszewiczami
Bój pod Bohuszewiczami – walki  57 pułku piechoty wielkopolskiej ppłk. Antoniego Szyllinga z oddziałami Armii Czerwonej toczone w ramach bitwy nad Berezyną w okresie wojny polsko-bolszewickiej.

## Przebieg działań
Sytuacja ogólna
14 maja 1920 ruszyła sowiecka ofensywa wojsk Frontu Zachodniego Michaiła Tuchaczewskiego. 15 Armia Augusta Korka i Grupa Północna Jewgienija Siergiejewa uderzyły na pozycje oddziałów polskich  8 Dywizji Piechoty i 1 Dywizji Litewsko-Białoruskiej w ogólnym kierunku na Głębokie. Wykonująca uderzenie pomocnicze 16 Armia Nikołaja Sołłohuba zaatakowała oddziały 4 Armii gen. Stanisława Szeptyckiego i podjęła próbę sforsowania rzeki Berezyny pod Murawą i Żukowcem oraz pod Żarnówkami i Niehoniczami. Sowiecka 8 Dywizja Strzelców odrzuciła pod Martynówką I batalion 16 pułku piechoty, a 21 maja zdobyła Bohuszewicze. 
Wobec skomplikowanej sytuacji operacyjnej, 23 maja rozpoczął się ogólny odwrót wojsk polskich w kierunku zachodnim.
Naczelne Dowództwo Wojska Polskiego postanowiło rozstrzygnąć sytuację nad Berezyną w sposób zaczepny.
Wojska gen. Szeptyckiego szykowały się do natarcia.
Działania pułku
Już 19 maja stojący w Bobrujsku 57 pułk piechoty ppłk. Szyllinga otrzymał rozkaz przejścia do rejonu Tatarkowicze – Chołuj – Kamienicze  i wzmocnienie polskiej obrony w rejonie tych miejscowości.
22 maja pułk został skierowany do Bohuszewicz z zadaniem jej zdobycia.
Dowódca pułku wyznaczył do awangardy III batalion kpt. Edmunda Efferta. Liczył on około 450 żołnierzy i posiadał 6 ciężkich karabinów maszynowych.
Po drodze batalion zmiatał liczne patrole bojowe nieprzyjaciela i przed wieczorem 23 maja dotarł pod Bohuszewicze. Według oceny polskiego dowódcy miejscowości broniło około 1500 żołnierzy, a piechotę wspierała bateria artylerii.
Kapitan Effert zdecydował się wykorzystać element zaskoczenia i zaatakować załogę broniącą miejscowość. Atakiem nocnym z trzech stron wdarły się do Bohuszewicz, a  zaskoczony przeciwnik po krótkiej walce wycofywał się w nieładzie porzucając broń ciężką i tabory. Nadciągające siły główne pułku pomogły w wyłapywaniu czerwonoarmistów.
Następnego dnia I i II batalion odmaszerował w kierunku na Jakszyce i Osmołówkę, a  w Bohuszewiczach pozostał jedynie III batalion, który w ciągu dnia odparł ataki nieprzyjaciela. Wieczorem oddziały Armii Czerwonej wycofały się za Berezynę, a front ustabilizował się na kilkanaście dni.

## Bilans walk
56 pułk piechoty stracił kilku rannych, wziął około pięciuset jeńców, cztery działa i sześć ciężkich karabinów maszynowych.